# Ann Turkel
Ann Turkel, née le 16 juillet 1946 à New York, est une actrice américaine.

## Biographie

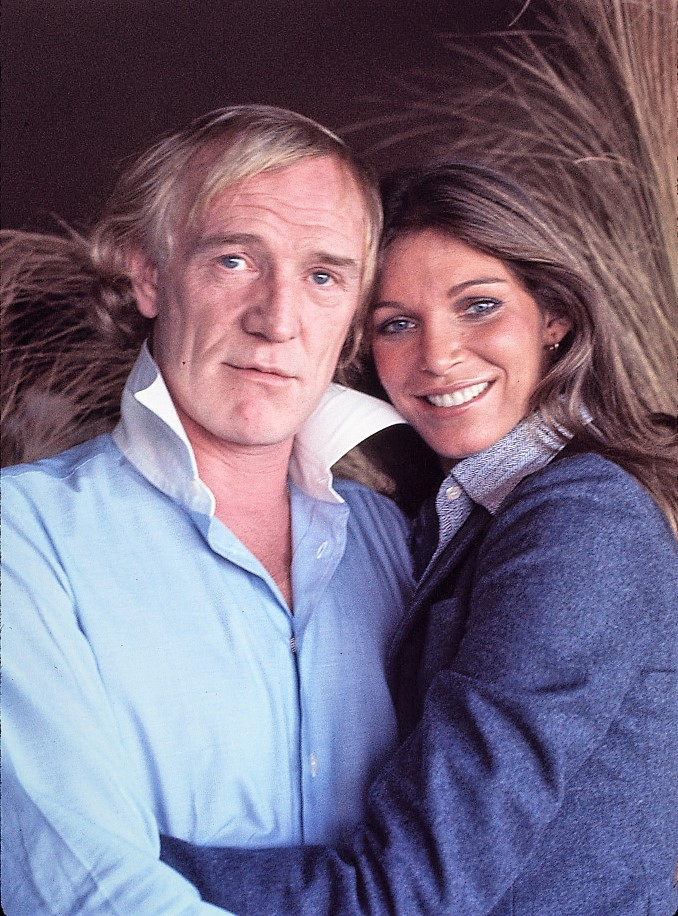
Avec Richard Harris (1977, photo promotionnelle)

Au cinéma, Ann Turkel obtient un premier petit rôle dans Le Lion de papier d'Alex March (1968). Par ailleurs modèle, elle débute véritablement dans son deuxième film, Refroidi à 99 % de John Frankenheimer, sorti en 1974, aux côtés de Richard Harris qu’elle épouse la même année. Ce « premier rôle » lui vaut en 1975 une nomination au Golden Globe de la révélation féminine de l'année.
Avant son divorce en 1982, le couple tourne trois autres films, dont la coproduction Le Pont de Cassandra de George Pan Cosmatos (1976). Ultérieurement, l’actrice apparaît notamment dans Les Monstres de la mer de Barbara Peeters et Jimmy T. Murakami (1980), Terreur de Vincent Robert (1995) et Déjà vu de Tony Scott (2006).
Pour la télévision américaine, outre quelques téléfilms, elle contribue surtout à des séries, la première étant Matt Helm (épisode pilote, 1975). Suivent entre autres K 2000 (trois épisodes, 1983-1985), Arabesque (un épisode, 1986) et RoboCop (un épisode, 1994).

## Filmographie partielle

### Cinéma
- 1968 : Le Lion de papier (Paper Lion) d'Alex March : Susan
- 1974 : Refroidi à 99 % (99 and 44/100%) de John Frankenheimer : Buffy
- 1976 : Le Pont de Cassandra (The Cassandra Crossing) de George Pan Cosmatos : Susan
- 1977 : L’or était au rendez-vous (en) (Golden Rendezvous) d'Ashley Lazarus : Susan Beresford
- 1979 : Les Hommes de main (en) (Portrait of a Hitman) d'Allan H. Buckhartz : Cathey
- 1979 : Ravagers (en) de Richard Compton (en) : Faina
- 1980 : Les Monstres de la mer (Humanoids from the Deep) de Barbara Peeters et Jimmy T. Murakami : Dr Susan Drake
- 1988 : Deep Space de Fred Olen Ray : Carla Sandbourn
- 1994 : Prêt-à-porter (titre original) de Robert Altman : une invitée à la réception
- 1995 : Terreur (The Fear) de Vincent Robert : Leslie
- 1997 : D'amour et de courage (Touch Me) de H. Gordon Boos : Linda
- 2006 : Déjà vu (Déjà Vu) de Tony Scott : une technicienne

### Télévision

#### Séries

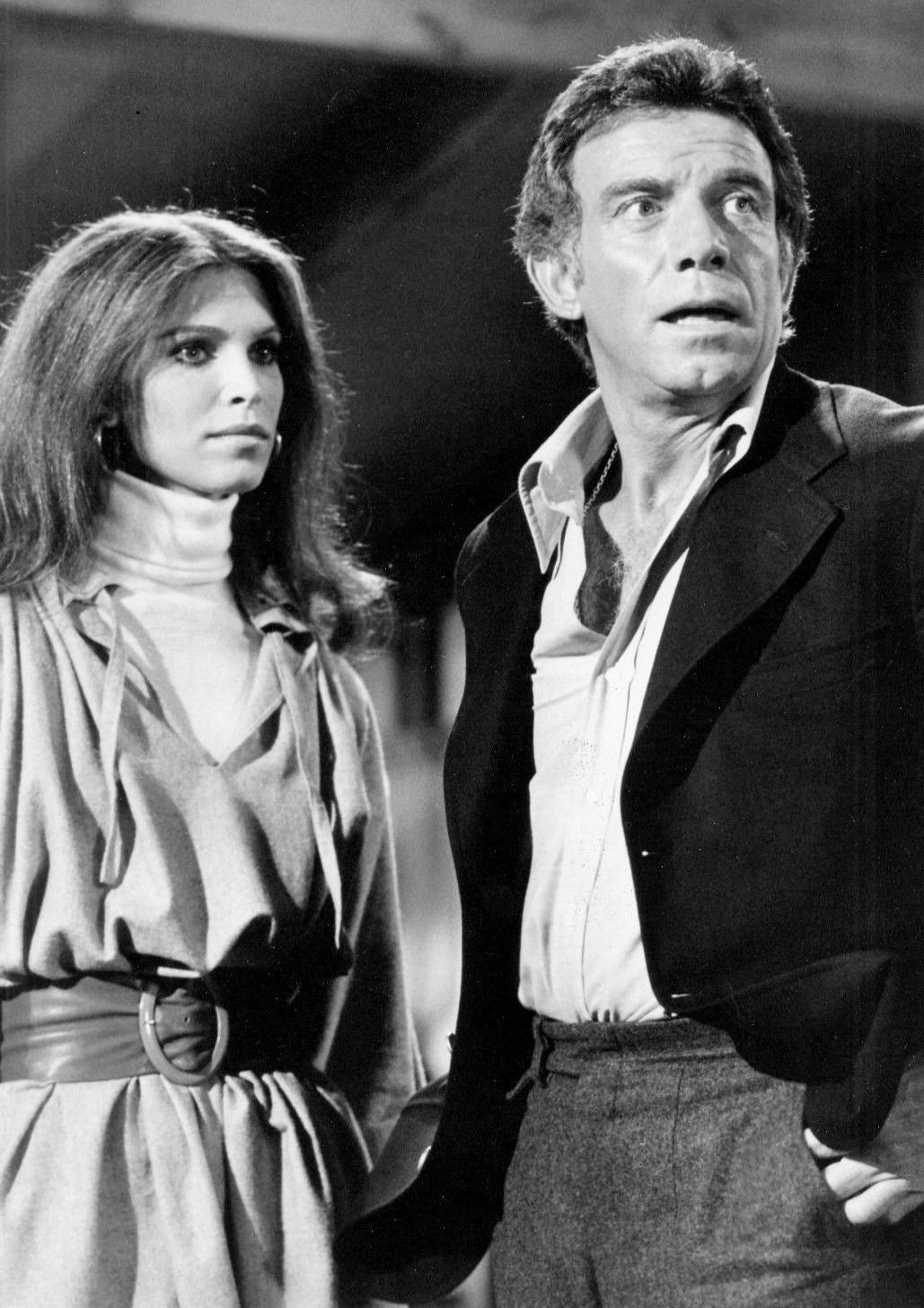
Dans la série Matt Helm, avec Anthony Franciosa (1975, photo promotionnelle)

- 1975 : Matt Helm, saison unique, épisode 1 Les Trafiquants d’armes (pilote, Matt Helm) de Buzz Kulik : Maggie Gantry
- 1981 : Sloane, agent spécial (A Man Called Sloane), épisode pilote Le Maître de l'eau (Death Ray 2000) de Lee H. Katzin : Sabina Dorffman
- 1982 : L'Homme qui tombe à pic (The Fall Guy), saison 2, épisode 2 Exotisme et Séduction (The Ives Have It) de Paul Stanley : Shawna Ives / Kitty Ives
- 1982-1983 : L'Île fantastique (Fantasy Island)
  - Saison 5, épisode 14 Le Père de la mariée / La Pierre à sifflet (Daddy’s Little Girl/The Whistle, 1982) de Don Chaffey et Don Weis : Leila Proctor
  - Saison 6, épisode 10 L'Évasion / Le Ruban bleu (Operation Breakout/Candy Kisses, 1986) : Rowena Haversham
- 1983 : La croisière s'amuse (The Love Boat), saison 6, épisode 23 Romance à bas prix (Vicki's Dilemma/Discount Romance/Loser & Still Champ) de Jack Arnold : Stacy Banks
- 1983 : Matt Houston, saison 1, épisode 17 Une affaire délicate (Here's Another Fine Mess) de Cliff Bole : Maureen Flanders
- 1983-1985 : K 2000 (Knight Rider)
  - Saison 2, épisode 9 Le Bon Programme alias Âme qui survive (Soul Survivor, 1983 : Adrianne Margeaux) d'Harvey S. Laidman, épisodes 18 et 19 Le Retour de Goliath, 1re et 2e parties (Goliath Returns, Parts I & II, 1984 : Adrianne St. Clair) de Winrich Kolbe
  - Saison 3, épisode 20 La Retraite de Miss Missile (Knight in Retreat, 1985) : Bianca Morgan
- 1984 : Mike Hammer (Mickey Spillane’s Mike Hammer, 1re série), saison 2, épisode 4 Catfight : Gail Storrs-Rainey
- 1985 : Tonnerre mécanique (Street Hawk), saison unique, épisode 12 L'Assassin (Female of the Species) d'Harvey S. Laidman : Melanie Ryan alias Katherine Reese
- 1985 : Riptide, saison 2, épisode 13 Baxter et Boz (Baxter and Boz) de Michael Lange : Denise McKean
- 1986 : Les deux font la paire (Scarecrow and Mrs. King), saison 3, épisode 20 Trois Petits Espions (Three Little Spies) d'Oz Scott : Pam Jentry
- 1986 : Arabesque (Murder, She Wrote), saison 3, épisode 10 Comédie de l'assassin (Stage Struck) de John Astin : Barbara Bennington
- 1986 : Tribunal de nuit (Night Court), saison 4, épisode 8 Contempt of Courting : Juge Eve Gardner
- 1991 : Les Dessous de Palm Beach  (Silk Stalkings), saison 1, épisode 1 Mission traquenard (pilote, Silk Stalkings) : Roxanne Roxy the Doxy Dockweiler
- 1994 : RoboCop, saison unique, épisode 5 L’argent ne fait pas le bonheur ((What Money Can't Buy) : Louise
- 1995 : Highlander, saison 4, épisode 10 Amour à mort (Chivalry) : Kristin Gilles
- 1998 : Les Prédateurs (The Hunter), saison 1, épisode 16 La Rivière de la rédemption (A River of Night's Dreaming) : une femme

#### Téléfilms
- 1982 : Massarati and the Brain (en) d'Harvey Hart : Wilma Hines / la fausse Diana Meridith
- 1982 : Modesty Blaise (en) de Reza Badiyi : Modesty Blaise
- 1991 : Le Meurtre mystérieux de Thelma Todd (en) (White Hot : The Mysterious Murder of Thelma Todd) de Paul Wendkos : Gloria Swanson

## Distinction
- 1975 :  Nomination au Golden Globe de la révélation féminine de l'année, pour Refroidi à 99 %